# Lucien Olivier
Cet article concerne le chef cuisinier russe d'origine franco-belge. Pour le médecin et archéologue français, voir Lucien Olivier (médecin). Pour les autres significations, voir Olivier.
Lucien Olivier (Люсьен Оливье, 1838-14 novembre 1883) est un chef russe d'origine franco-belge, propriétaire du restaurant L’Ermitage au centre de Moscou au début des années 1860.
Olivier est connu pour avoir créé la célèbre recette de « salade Olivier », dite aussi salade russe (une macédoine froide de pommes de terres, légumes, œufs, viande et mayonnaise). Le secret de la recette n'a jamais été divulgué jusqu'à la mort du créateur, à Moscou, à l'âge de 45 ans étouffé par une de ses fameuses salades.
Lucien Olivier a été enterré au cimetière de la Présentation, à Moscou. L'emplacement de sa tombe n'a été retrouvé qu'en mai 2008.